# ジロ・デ・イタリア 1930
ジロ・デ・イタリア 1930は、自転車競技のロードレース大会であるジロ・デ・イタリアの18回目のレース。1930年5月17日から6月8日まで行なわれた。全15区間。全行程3095km。
総合3連覇中のアルフレード・ビンダが、大会直前に主催者から22500リラを受け取り、当年大会を不参加。

## 総合成績
|    | 選手名                         | 国籍         | 時間            |
| -- | ------------------------------ | ------------ | --------------- |
| 1  | ルイジ・マルキジオ             | イタリア王国 | 115時間11分55秒 |
| 2  | ルイジ・ジャコッベ             | イタリア王国 | +52秒           |
| 3  | アッレグロ・グランディ         | イタリア王国 | +1分49秒        |
| 4  | アンブロージョ・モーレッリ     | イタリア王国 | +11分12秒       |
| 5  | アントニオ・ペゼンティ         | イタリア王国 | +16分01秒       |
| 6  | アントニオ・ネグリーニ         | イタリア王国 | +17分48秒       |
| 7  | フェリーチェ・グレーモ         | イタリア王国 | +22分28秒       |
| 8  | アリスティーデ・カヴァッリーニ | イタリア王国 | +23分58秒       |
| 9  | レアルコ・グエッラ             | イタリア王国 | +36分10秒       |
| 10 | アメリーゴ・カチョーニ         | イタリア王国 | +37分11秒       |

## 総合首位
| 選手名                 | 国籍         | 首位区間 |
| ---------------------- | ------------ | -------- |
| ミケーレ・マーラ       | イタリア王国 | 第1      |
| アントニオ・ネグリーニ | イタリア王国 | 第2      |
| ルイジ・マルキジオ     | イタリア王国 | 第3-最終 |